# Дворец боевых искусств (Токио)
Дворец боевых искусств Токио или Токийский будокан (яп. 東京武道館, とうきょうぶどうかん, [toːkʲoː budoːkaɴ]) — крытое спортивное сооружение аренного типа в Японии, расположенное на территории парка Аясе в Адати, одном из специальных районов Токио. Основан в 1989 году. Предназначен для проведения соревнований по японским боевым искусствам — дзюдо, кэндо, кюдо и др. 